# Otothyris rostrata
Otothyris rostrata es una especie de peces de la familia Loricariidae en el orden de los Siluriformes.

## Morfología
• Los machos pueden llegar alcanzar los 3,1 cm de longitud total.

## Hábitat
Es un pez de agua dulce y de clima templado.

## Distribución geográfica
Se encuentran en Sudamérica: Santa Catarina y Río Grande del Sur (Brasil ).